# Костиков, Валерий Иванович
Вале́рий Ива́нович Ко́стиков (11 июля 1937, Харьков — 10 мая 2023) — советский и российский учёный, специалист в области высокотемпературных конструкционных материалов, порошковой металлургии, углеграфитовых материалов и покрытий. Член-корреспондент РАН (1997). Лауреат Государственной премии СССР и Государственной премии РФ.

## Биография
Выпускник Московского института стали им. И. В. Сталина (1960). Сразу после окончания института поступил на должность старшего инженера в Государственный научно-исследовательский институт конструкционных материалов на основе графита (НИИграфит).
Умер 10 мая 2023 года в возрасте 85 лет .

## Научные степени, должности, почётные звания
Профессор, доктор технических наук, директор Государственного научно-исследовательского института конструкционных материалов на основе графита (ФГУП «НИИграфит»), член-корреспондент Российской академии наук, академик Российской академии естественных наук, академик Российской и Международной инженерных академий, Заслуженный деятель науки и техники РСФСР, Почётный металлург, Заслуженный инженер России, почётный доктор и профессор Московского авиационно-технологического института им. Циолковского.

## Награды и премии
- Лауреат Государственной премии СССР.
- Лауреат Государственной премии России.
- Орден Почёта (1996)[2].